# Sanry-lès-Vigy

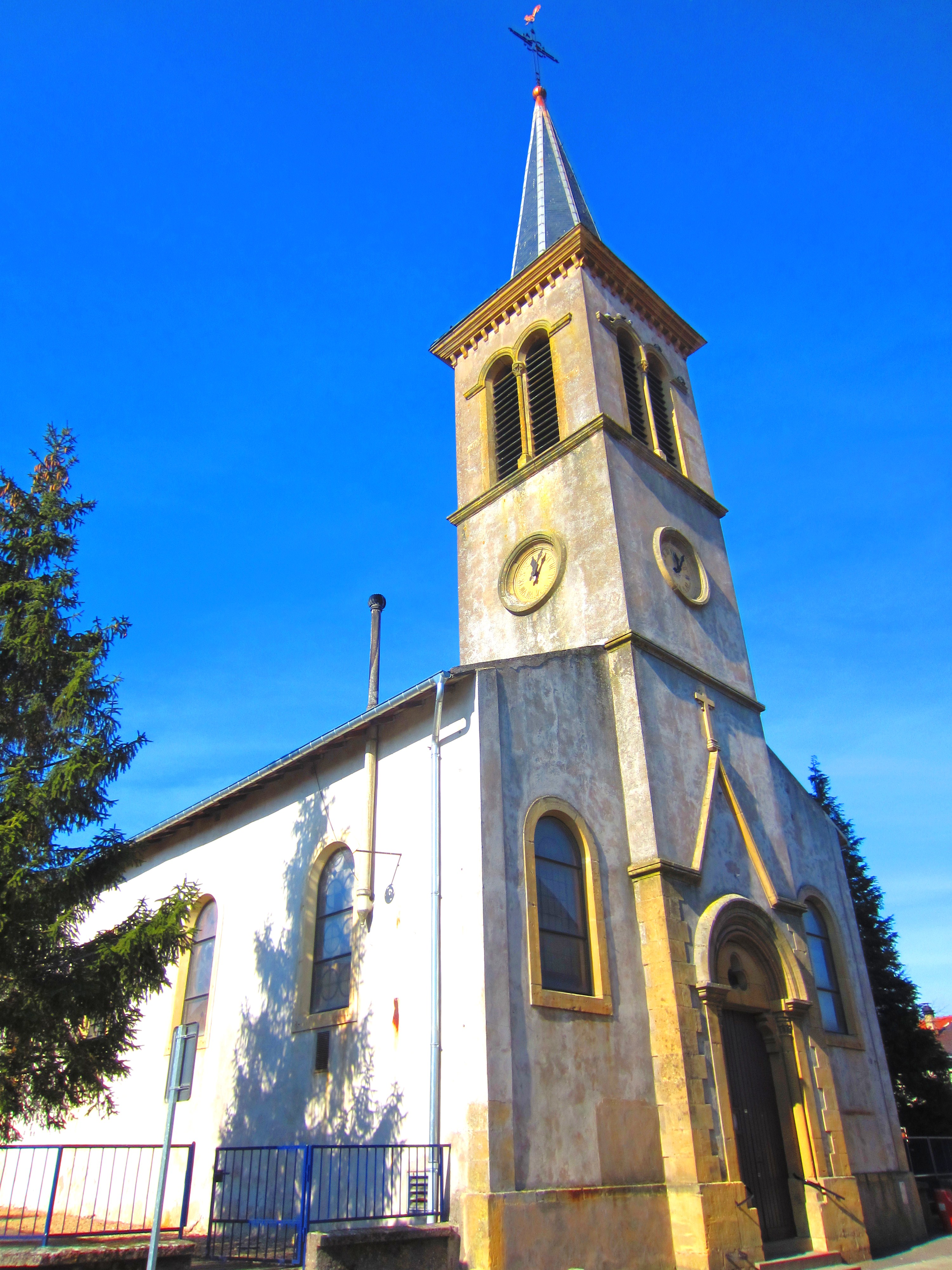
Kirche St. Nikolaus

Sanry-lès-Vigy (deutsch Sanry bei Vigy) ist eine französische Gemeinde mit 507 Einwohnern (Stand 1. Januar 2022) im Département Moselle in der Region Grand Est (bis 2015 Lothringen). Sie gehört zum Arrondissement Metz und zum Kanton Le Pays messin.

## Geographie
Sanry-lès-Vigy liegt zwölf Kilometer nordöstlich von Metz auf einer Höhe zwischen 185 und 277 m über dem Meeresspiegel, die mittlere Höhe beträgt 238 m. Das Gemeindegebiet umfasst 5,55 km².

## Geschichte
Der Ort wurde erstmals 1404 unter dem Namen Sanrey deleiz Vegey erwähnt. Die Ortschaft gehörte früher zum Bistum Metz.
Durch den Frankfurter Frieden vom 10. Mai 1871 kam die Region an Deutschland und das Dorf wurde dem Landkreis Metz im Bezirk Lothringen des Reichslandes Elsaß-Lothringen zugeordnet. Die Dorfbewohner betrieben Getreide-, Obst-, Ölsaat-, Hanf-, Wein- und Gemüseanbau.
Nach dem Ersten Weltkrieg musste die Region aufgrund der Bestimmungen des Versailler Vertrags 1919 an Frankreich abgetreten werden. Im Zweiten Weltkrieg war die Region von der deutschen Wehrmacht besetzt und stand unter deutscher Verwaltung.
In den Jahren von 1915 bis 1918 trug Sanry-lès-Vigy den deutschen Namen Sanringen sowie von 1940 bis 1944 den Namen Senn bei Wigingen. 

### Bevölkerungsentwicklung
| Jahr      | 1962 | 1968 | 1975 | 1982 | 1990 | 1999 | 2007 | 2019 |
| Einwohner | 267  | 252  | 282  | 412  | 446  | 500  | 535  | 531  |